# Vitmyrsjön
Vitmyrsjön är en sjö i Härnösands kommun i Ångermanland och ingår i Gådeån-Indalsälvens kustområde. Sjön har en area på 0,044 kvadratkilometer och ligger 39,2 meter över havet.

## Delavrinningsområde
Vitmyrsjön ingår i det delavrinningsområde (693584-160523) som SMHI kallar för Rinner mot S Höga kustens kustvatten. Medelhöjden är 49 meter över havet och ytan är 15,93 kvadratkilometer. Det finns inga avrinningsområden uppströms utan avrinningsområdet är högsta punkten. Avrinningsområdets utflöde mynnar i havet, utan att ha någon enskild mynningsplats. Avrinningsområdet består mestadels av skog (88 procent). Avrinningsområdet har 0,69 kvadratkilometer vattenytor vilket ger det en sjöprocent på 4,4 procent.